# The Unity
The Unity ist eine deutsche Power-Metal-Band.

## Bandgeschichte
The Unity startete 2016 als Nebenprojekt der Gamma-Ray-Mitglieder Henjo Richter (Gitarre) und Michael Ehré (Schlagzeug), die sich beide auf der gleichen musikalischen Wellenlänge sahen. Mit Sänger Gianbatista Manenti, Gitarrist Stefan Stef Ellerhorst (ex-Crossroads), Bassist Jogi Sweers und Keyboarder Sascha Onnen (ex-Mob Rules) holten die beiden Mitglieder der zwischenzeitlich aufgelösten Metal-Band Love.Might.Kill in die Band. Love.Might.Kill wurde 2010 von Ehré gegründet und hatte vorher zwei Alben über Massacre Records veröffentlicht.
Etwa anderthalb Jahre arbeitete das Line-up am selbstbetitelten Debütalbum The Unity über das Label Steamhammer. Es folgten Tourneen mit Edguy, Sinner und Axel Rudi Pell. Das zweite Album Rise erschien 2018 und stieg auf Platz 69 der deutschen Charts ein.
2020 erschien das dritte Album Pride, das abermals in die deutschen Charts auf Platz 67 einstieg. Anschließend geplante Tourneen wurden aufgrund der Covid-19-Pandemie abgesagt. Im September 2022 gab die Band bekannt, dass Tobias „Eggi“ Exxel (Edguy) als Bassist bei The Unity einsteigt.

## Musikstil
The Unity spielen melodischen Power Metal mit Anleihen aus dem Hard Rock. Die Songs pendeln zwischen traditionell gespielten schnellen Hard Rock und epischen, bombastischen Songs.

## Diskografie

### Studioalben
| Jahr | Titel Musiklabel                | Höchstplatzierung, Gesamtwochen, AuszeichnungChartplatzierungen (Jahr, Titel, Musiklabel, Platzierungen, Wochen, Auszeichnungen, Anmerkungen) | Höchstplatzierung, Gesamtwochen, AuszeichnungChartplatzierungen (Jahr, Titel, Musiklabel, Platzierungen, Wochen, Auszeichnungen, Anmerkungen) | Anmerkungen                              |
| Jahr | Titel Musiklabel                | DE | CH | Anmerkungen                              |
| ---- | ------------------------------- | --- | --- | ---------------------------------------- |
| 2017 | The Unity Steamhammer           | — | — | Erstveröffentlichung: 5. Mai 2017        |
| 2018 | Rise Steamhammer                | DE69 (1 Wo.)DE | — | Erstveröffentlichung: 14. September 2018 |
| 2020 | Pride Steamhammer               | DE65 (1 Wo.)DE | — | Erstveröffentlichung: 13. März 2020      |
| 2023 | The Hellish Joyride Steamhammer | DE91 (1 Wo.)DE | CH87 (1 Wo.)CH | Erstveröffentlichung: 25. August 2023    |

### Livealben
- 2021: The Devil You Know (Steamhammer)[3]

### Singles
- 2017: Rise and Fall
- 2017: No More Lies
- 2017: Never Forget (7′’)